# لودغر فيشر
لودغر فيشر (بالألمانية: Ludger Fischer)‏ هو مؤرخ ألماني، ولد في 30 أكتوبر 1957 في إسن في ألمانيا.

## وصلات خارجية
- الموقع الرسمي